# Pierre Cao
Pierre Cao (* 22. Dezember 1937 in Dudelange) ist ein Luxemburger Musiker, Dirigent und Komponist.

## Leben und Wirken
Pierre Cao studierte am Königlichen Konservatorium Brüssel Komposition und Orchesterleitung. Schwerpunkt seines Wirkens ist die Ausbildung zukünftiger Dirigenten. 1968 war Cao Preisträger des „Dirigentenwettbewerbs Nicolai Malko“ in Kopenhagen. Er dirigierte nahezu zehn Jahre das Grand orchestre symphonique de Radio Luxembourg.
Er war bis 1998 Dozent für Chorleitung am Luxemburger Musikkonservatorium und gab darüber hinaus in Europa zahlreiche Meisterkurse für Fortgeschrittene. Er leitete verschiedene Vokalensembles in Luxemburg und Umgebung und ist Mitbegründer des INECC (Institut Européen du Chant Choral).
Durch Schallplattenaufnahmen und die Leitung zahlreicher Chöre, Ensembles und Orchester hat sich Pierre Cao einen internationalen Namen erworben. 1999 gründete er das Vokalensemble Arsys Bourgogne und war während 15 Jahren dessen künstlerischer Leiter. Er ist außerdem künstlerischer Leiter der Rencontres Musicales de Vézelay in Frankreich.